# 남산초등학교 삼창분교
남산초등학교 삼창분교는 대한민국 강원특별자치도 홍천군 홍천읍 삼마치리 174-1에 있었던 공립 초등학교이다.

## 학교 연혁
- 1944년 3월 31일 삼마치국민학교로 개교
- 1946년 11월 30일 교사 증축
- 1991년 2월 19일 제41회 졸업식(15명, 총 1054명)
- 1991년 3월 1일 남산국민학교 삼마치분교로 편입
- 1996년 3월 1일 남산초등학교 삼마치분교로 개칭
- 1997년 3월 1일 남산초등학교로 통폐합